# Wolfwil
Wolfwil est une commune suisse du canton de Soleure, située dans le district de Gäu.

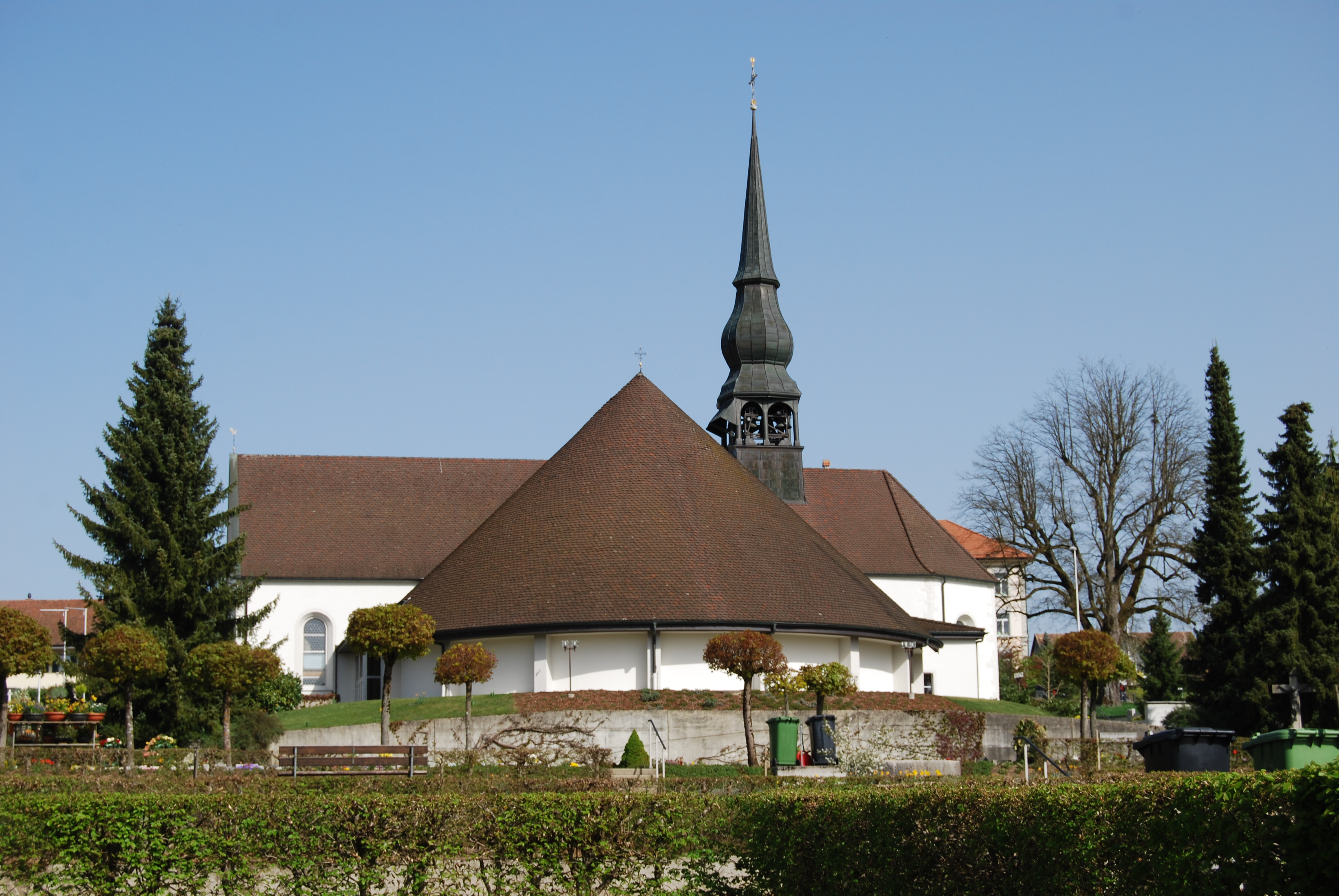
Wolfwil

Vue aérienne (1948)

## Histoire
La commune fait partie du bailliage de Falkenstein jusqu'en 1518, puis du bailliage de Bechburg jusqu'en 1798.

## Personnalités
- August Ackermann (1883-1968), prêtre catholique et publiciste suisse, est né à Wolfwil.
- Lian Bichsel (2004-), joueur suisse de hockey sur glace, est né à Wolfwil.